# 宋靄齡
宋霭齡（英語：Nancy Ai-Ling Soong，1889年7月15日—1973年10月20日），又作宋爱齡，籍貫廣東文昌（位於海南島），生于上海川沙厅城。孔祥熙之妻，宋慶齡及宋美齡的姐姐，是宋氏家族的核心人物。

## 生平
1889年7月15日，宋霭齡出生在上海川沙厅城的內史第，父亲宋嘉澍（原名韓教准）是北宋三朝宰相韩琦的二十九代孙，原是监理会的传教士，后来放弃传教工作经商；母亲為倪桂珍。父母親育有三子三女，宋霭齡排行老大，其餘子女順序如下：次女宋慶齡、長子宋子文、三女宋美齡、次子宋子良、三子宋子安。
1904年5月28日，即14岁时抵达美国，进入佐治亚州梅肯市威斯里安女子学院就讀。1910年毕业后回国，任孙中山的秘书，同孫中山到全國各地勘察，參與制訂營建20萬里鐵路的計劃。“二次革命”失败后隨父去日本，仍任孙中山秘书。
1914年，和孔祥熙在日本横滨结婚。次年回国，在山西经营家业，主持铭贤学校事务。
1937年7月22日，在何香凝、宋慶齡等倡議下，聯絡宋靄齡、于鳳至等，在上海成立中國婦女抗敵後援會，呼籲婦女同胞共赴國難:336。抗日战争时期与妹庆龄、美龄共同参加抗日活动，参与支持中国工业合作协会，组织妇女指导委员会，创办全国儿童福利会，担任香港「伤兵之友协会」会长。
1947年移往美国定居。
1973年10月20日在纽约长老会医院因癌症病故，享壽84岁，安葬於紐約郊外風可立夫高級室內墓園（Ferncliff Cemetery）。

## 評價
- 徐家涵說：「蔣介石、宋子文、孔祥熙三個家族發生內部摩擦，鬧得不可開交時，只有她這個大姊姊可以出面仲裁解決。她平日深居簡出，不像宋美齡那樣喜歡抛頭露面。可是她的勢力，直接可以影響國家大事，連蔣介石遇事也讓她三分。」
- 蔣介石的侄孫蔣孝鎮曾對軍統頭子戴笠說：「委座之病，唯宋（美齡）可醫；夫人之病，唯孔（靄齡）可醫；孔之病（孔家貪腐）則無人可治。」
- 《紐約時報》形容她：“這個世界上一個令人感興趣的、掠奪成性的居民昨天在一片緘默的氣氛中辭世了。這是一位在金融上取得巨大成就的婦女，是世界上少有的靠自己的精明手段斂財的最有錢的婦女，是介紹宋美齡和蔣介石結婚的媒人，是宋家神話的創造者，是使宋家王朝掌權的設計者。”

## 子女
- 長女: 孔令儀
- 長子: 孔令侃
- 次女: 孔令俊（又名孔令偉）
- 次子: 孔令傑

## 影視形象

### 電影
- 1997年，宋家皇朝